# Asteropontius sewelli
Asteropontius sewelli is een eenoogkreeftjessoort uit de familie van de Asterocheridae. De wetenschappelijke naam van de soort is voor het eerst geldig gepubliceerd in 1962 door Ummerkutty.